# Мостоотряд-3
Мостоотряд-3 (тат. Мостоотряд-3) —  посёлок на территории Московского района Казани.

## Расположение
Посёлок расположен в т.н. «северо-западном промышленном районе» Казани, и окружён с трёх сторон промышленной застройкой.

## Административная принадлежность
С момента возникновения административно относился к Московскому району Казани.

## История
Посёлок возник в 1970-е годы рядом с производственной базой одноимённого предприятия и предназначался для его работников. Посёлок состоял из нескольких бараков, к которым в 1990-е годы добавился двухэтажный кирпичный дом.
В конце 2010-х годов после пожара на одном из ближайших предприятий бараки, пришедшие к тому времени в аварийное состояние, были расселены, их жители получили жильё в Салават Купере. В 2023 годы был признан аварийным и единственный кирпичный дом посёлка — № 20.

## Транспорт
Ближайшая остановка общественного транспорта — «Мостоотряд-3» на Тэцевской улице.